# Grafschaft Pfullendorf
Die Grafschaft Pfullendorf mit dem Hauptort Pfullendorf im heutigen südlichen Baden-Württemberg bestand vom Ende des 11. Jahrhunderts bis zum Ende des 12. Jahrhunderts.
Die Pfullendorfer Grafen sind eine Nebenlinie der Udalrichinger. Diese gehörten zum Reichsadel und waren seit der zweiten Hälfte des 8. Jahrhunderts im Bodenseegebiet begütert und gewannen dort großen Einfluss. Das Besitzzentrum der Pfullendorfer lag nördlich des Bodensees im Linzgau, im Hegau und in Vorarlberg. Der erste urkundlich erwähnte Namensträger ist der zwischen 1067 und 1116 mehrfach als Inhaber der Grafschaft im Hegau genannte Graf Ludwig von Pfullendorf. Dessen gleichnamiger Sohn Ludwig von Pfullendorf war von 1131 bis zu seiner Ermordung 1135 Abt des Klosters Reichenau. Der bei der Gründung des Klosters Salem erstmals erscheinende Graf Rudolf von Pfullendorf wurde ab 1152 zum Parteigänger des späteren Kaisers Barbarossa. Dadurch konnte er die Machtbasis seiner Familie um die Herrschaften von Bregenz und Lindau, die Burg Rheineck, die Vogtei über das Bistum Chur und die Abtei St. Gallen erweitern. Nach dem Tod seines Sohnes Berthold 1167 setzte er den Kaiser als Erben ein. Graf Rudolf zog ins Heilige Land, wo er am 9. Januar 1181 starb.
Zur Familie der Grafen von Pfullendorf gehörten:
- Ludwig, Graf von Pfullendorf, zwischen 1067 und 1116 mehrfach erwähnt
  - dessen Sohn Ludwig von Pfullendorf, 1131 Abt im Kloster Reichenau, ermordet 28. Januar 1135 in Tuttlingen, begraben auf der Insel Reichenau
- Gero, † 1086/1116, Graf von Pfullendorf
- Ulrich, 1111/55 bezeugt, Graf im Hegau, Graf von Ramsberg; ⚭ Adelheid von Bregenz, * vor 1097, † vor 28. Juni 1125, Tochter des Urich X. Graf von Bregenz (Udalrichinger)
  - Rudolf, † 9. Januar 1181, Graf von Ramsberg, Graf von Pfullendorf, Graf von Bregenz, Graf von Lindau, Vogt von Sankt Gallen, ⚭ um 1150 Elisabeth, soror ducis Welf (d. h. wohl eine Schwester des Herzogs Welf VII.)
    - einziger Sohn Berthold (* um 1150) stirbt 1167 beim Vierten Italienfeldzug von Kaiser Friedrich I. Barbarossa
    - Tochter Ita (* um 1151/52; † vor 1191) heiratet 1164 den Grafen Albrecht III. der Reiche von Habsburg († 1199)

  - Ulrich, Graf von Pfullendorf 1157/58
  - Arnold, 1164/65